# Тян, Валентин Васильевич
Валентин Васильевич Тян (28 августа 1939 — 2 февраля 2020) — русский писатель, кандидат исторических наук.
Также известен как знаток книжного дела и как автор документальных и познавательных книг.

## Биография
Родился в 1939 году в корейском поселении на севере Казахстана.
Имел два высших образования — окончил историко-филологический факультет Петропавловского пединститута имени К. Д. Ушинского и сценарный факультет Всесоюзного государственного института кинематографии.
Рассказы и стихи В. Тяна печатались в альманахах и журналах Молодёжная эстрада, Молодость, Молодая смена, Золотой век, Студенческий меридиан, газетах Степной маяк, Учитель Казахстана, Сельская жизнь, коллективных сборниках, передавались по радио.
С 1977 года работал в журнале «Сельский календарь», а в 1992 году стал его главным редактором. В 1993 году возглавил издательство «Экслибрис-пресс», также был членом Союза писателей России и преподавателем Института экономики и культуры.